# Bregi Zabočki Donji
Bregi Zabočki Donji naselje su u sastavu grada Zaboka u Krapinsko-zagorskoj županiji u Hrvatskoj.

## Povijest
Do teritorijalnog preustroja Hrvatske nalazili su se u sastavu stare općine Zabok. Kao samostalno naseljeno mjesto, Bregi Zabočki Donji javljaju se od popisa 2021. godine, podjelom bivšeg naselja Bregi Zabočki 2010. godine na dva nova naselja: Bregi Zabočki Donji i Bregi Zabočki Gornji, no potonje je naselje zatim ukinuto i priključeno naselju Zabok.

## Stanovništvo
Prema popisu 2021. godine Bregi Zabočki Donji imali su 78 stanovnika. 